# 王永雄
王永雄（1953年—），美国华裔统计学家、计算生物学家，斯坦福大学教授。

## 生平
王永雄1976年毕业于加州大学伯克利分校，获学士学位。后考入威斯康星大学麦迪逊分校，师从著名统计学家格雷丝·沃赫拜（Grace Wahba），1980年获统计学博士学位。毕业后任教于芝加哥大学，历任助理教授、副教授、教授。1994年出任香港中文大学统计系主任。1997年起，先后任教于加州大学洛杉矶分校、哈佛大学。2004年起任斯坦福大学教授，并于2009年出任斯坦福大学统计系主任。

## 荣誉
王永雄是美国国家科学院院士（2009年）、中央研究院院士（2010年）、港科院院士（2015年），曾于1993年获得过统计学界最高奖“考普斯会长奖”。